# Lehen (Bindlach)
Lehen ist ein Wohnplatz der Gemeinde Bindlach im Landkreis Bayreuth (Oberfranken, Bayern). Lehen liegt in der Gemarkung Bindlach.

## Geografie
Das ehemalige Dorf bildet mittlerweile eine geschlossene Siedlung mit dem im Westen gelegenen Bindlach. Die Lehenstraße erinnert an den Ort.

## Geschichte
Lehen gehörte ursprünglich zur Realgemeinde Bindlach.
Von 1797 bis 1810 unterstand der Ort dem Justiz- und Kammeramt Bayreuth. Mit dem Gemeindeedikt wurde Lehen dem 1812 gebildeten Steuerdistrikt Bindlach und der zugleich gebildeten Ruralgemeinde Bindlach zugewiesen. Nach 1888 wurde der Ort in den amtlichen Ortsverzeichnissen nicht mehr gesondert aufgelistet. Bis in den 1960er Jahren war Lehen als eigener Siedlungskomplex noch gut erkennbar.

### Einwohnerentwicklung
| Jahr      | 001819 | 001822 | 001861 | 001871 | 001885 |
| Einwohner | 152    | 163    | 219    | 219    | 280    |
| Häuser    |        | 24     |        |        | 33     |
| Quelle    | [ 7 ]  | [ 4 ]  | [ 8 ]  | [ 9 ]  | [ 10 ] |

### Religion
Lehen war evangelisch-lutherisch geprägt und nach St. Bartholomäus (Bindlach) gepfarrt.